# Banja (Novi Pazar)
Pour les articles homonymes, voir Banja.
Banja (en serbe cyrillique : Бања) est un village de Serbie situé sur le territoire de la Ville de Novi Pazar, district de Raška. Au recensement de 2011, il comptait 527 habitants.
Banja est située dans la vallée de la Raška.

## Démographie

### Évolution historique de la population
| 1948 | 1953 | 1961 | 1971 | 1981 | 1991 | 2002 | 2011 |
| ---- | ---- | ---- | ---- | ---- | ---- | ---- | ---- |
| 116  | 101  | 171  | 169  | 280  | 350  | 466  | 527  |

|  |